# カルロス・マヌエル・デ・セスペデス

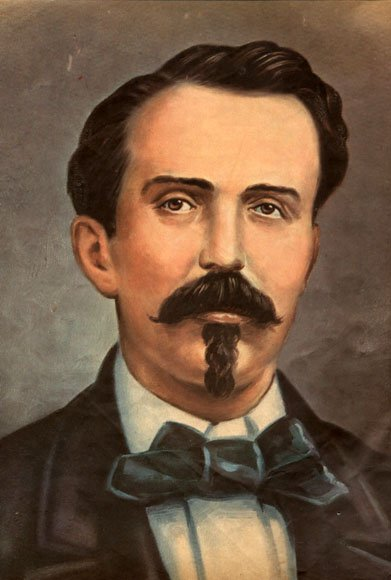
カルロス・マヌエル・デ・セスペデス

カルロス・マヌエル・デ・セスペデス・デ・カスティリーリョ（Carlos Manuel de Céspedes del Castillo、1819年8月18日 - 1874年2月27日）は、スペイン統治下キューバのオリエンテ州（現：グランマ州）バヤモ出身の弁護士、プランテーション所有者。1868年10月10日にキューバの独立を宣言し、第一次キューバ独立戦争が開始された。パドレ・デ・ラ・パトリア（国父）と呼ばれている。

## 経歴

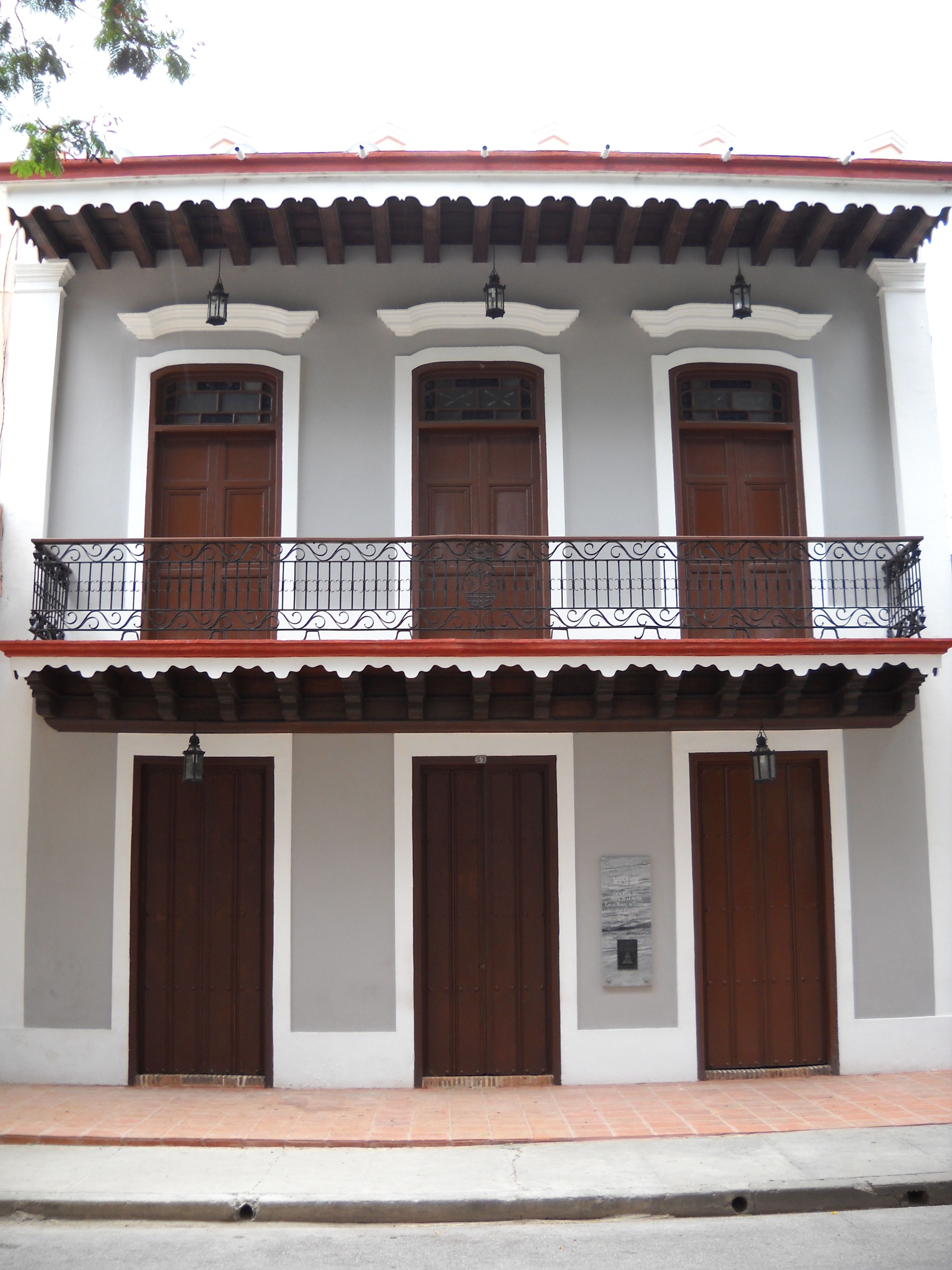
セスペデスの生家

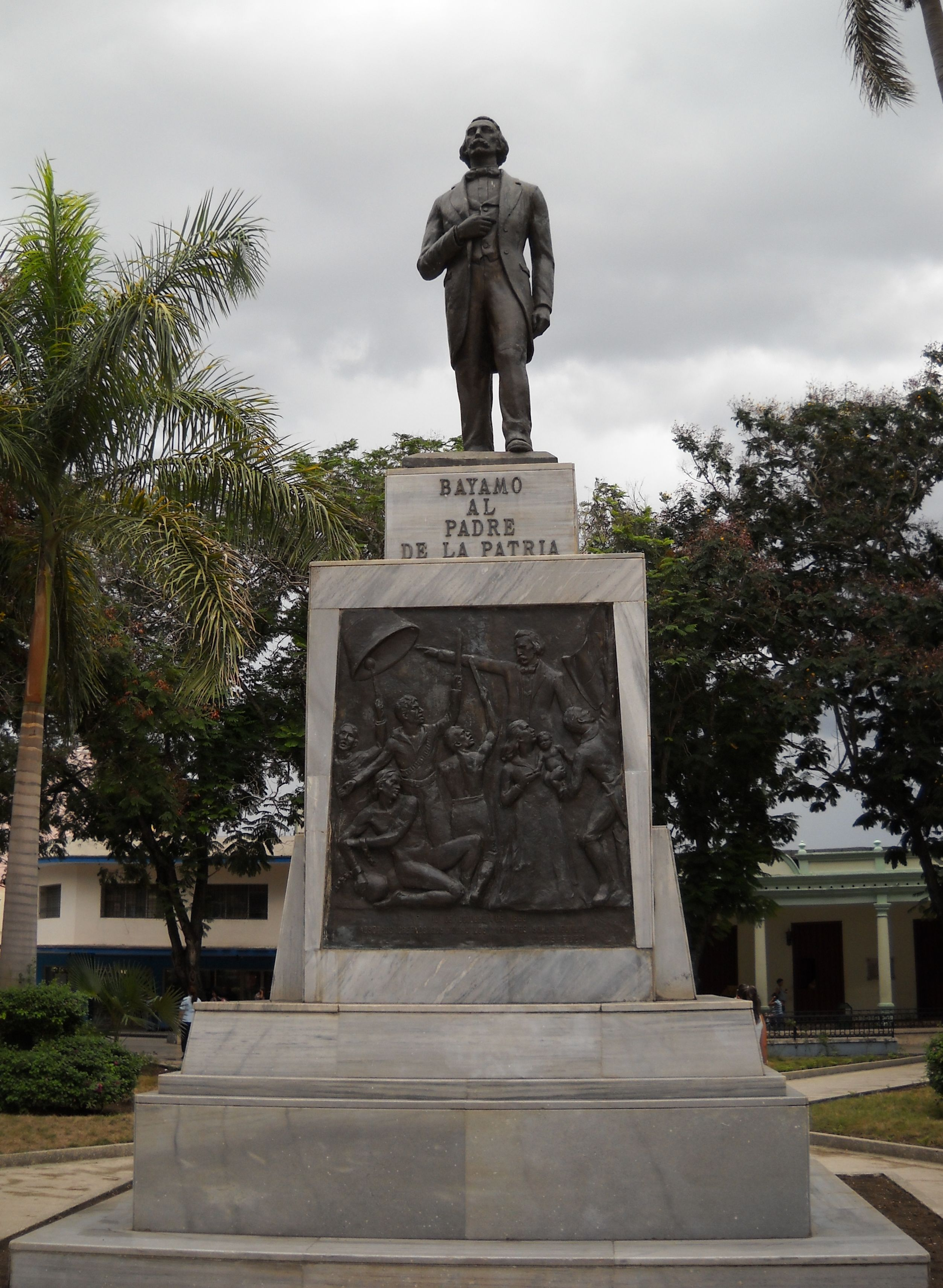
バヤモのセスペデス公園にある銅像

バルセロナ大学を卒業後、1843年にスペインで行われた革命運動に参加して投獄されてしまう。釈放された後はキューバに帰国し、東部バヤモ近郊に砂糖のプランテーションを購入。地主と弁護士として活動していた。1867年4月にはスペインからの独立に向けた秘密結社、ブエナ・フェを結成した。
1868年10月10日に37人の同志と共に行動を開始。自分の工場で働く奴隷を解放し、147人の反乱軍を組織した。これによって第一次キューバ独立戦争が開始された。セスペデス指揮下の部隊はヤラを制圧し、セスペデスはスペインからの独立と奴隷の解放を宣言した。これはヤラの叫びとして後世に伝えられる。
バヤモ市内の蜂起に合流して警察や守備兵の駆逐に成功し、反乱軍に参加する人数は増えていった。1869年4月12日にはキューバ共和国の大統領に選出された。しかし、1873年10月27日に権力を集中させようとして保守勢力が多数派を占める議会と対立し、失脚する。その後は山中に潜伏していたが、スペイン軍に発見され、殺害された。